# غورتين (جبل)
غورتين (بالإنجليزية: Gurten (mountain))‏ هو أحد جبال سلسلة وجزء من القمة الأم يقع في برن (مدينة), سويسرا. يبلغ ارتفاع الجبل حوالي 858 متر، بينما يبلغ ارتفاع نتوء الجبل 215 متر.